# Drohnenangriff auf die Militärakademie in Homs
Bei einem Drohnenangriff auf die Militärakademie in Homs wurde am 5. Oktober 2023 eine Abschlussfeier syrischer Kadetten durch eine Loitering Munition getroffen. Bei dem Angriff wurden nach Angaben der in Großbritannien ansässigen Syrischen Beobachtungsstelle für Menschenrechte (SOHR) mindestens 129 Menschen getötet, darunter 73 kürzlich graduierte Offiziere und 56 Zivilisten, sowie knapp 150 weitere Menschen teils schwer verletzt.

## Ablauf
Der Drohnenangriff fand am frühen Nachmittag des 5. Oktober 2023 kurz nach Ende einer Graduierungsfeier von Kadetten der Militärakademie in Homs statt, in der alle angehenden Offiziere des syrischen Heeres ausgebildet werden. Dabei stellte die Abschlussfeier das Ende der vierjährigen Offiziersausbildung dar. Der Veranstaltung hatten auch der syrische Verteidigungsminister Ali Mahmoud Abbas, Generalmajor des syrischen Heeres, sowie der Gouverneur von Homs beigewohnt; beide verließen die Veranstaltung wenige Minuten vor dem Angriff. Nach Ende der Zeremonie und zum Zeitpunkt des Angriffs begrüßten die graduierten Offiziere ihre Verwandten.
Gemäß einer Erklärung der syrischen Streitkräfte sei der „feige“ und „beispiellose“ Angriff durch „mit Sprengstoff beladene Drohnen“ durchgeführt worden. In der Erklärung wurden gleichzeitig Vergeltungsschläge angekündigt.
Verletzte wurden nach dem Angriff unter anderem in das Militärkrankenhaus im Nordwesten von Homs, das Al-Nahda-Krankenhaus und das Al-Basel-Krankenhaus im Süden von Homs sowie in das Al-Razi-Krankenhaus im Westen von Homs verbracht.
Die syrische Nachrichtenagentur SANA berichtete am 5. Oktober, dass die syrische Regierung mit Wirkung ab dem 6. Oktober eine dreitägige Staatstrauer beschlossen habe.
Am 6. Oktober fand eine Beerdigungszeremonie vor dem Militärkrankenhaus in Homs statt. Die vom syrischen Gesundheitsministerium veröffentlichten offiziellen Opferzahlen gingen zu diesem Zeitpunkt noch von 89 Toten aus, darunter auch fünf Kindern, sowie von 277 Verletzten.

## Reaktionen
Neben der syrischen Regierung verurteilten laut SANA die Arabische Liga sowie Staaten wie Ägypten, Argentinien, Armenien, Brasilien, Indien, Irak, Iran, Jordanien, Libanon, Nordkorea, Oman, Palästina, Rumänien, Russland, Sudan, Tunesien, Venezuela, die Vereinigten Arabischen Emirate und Weißrussland öffentlich den Drohnenangriff oder bekundeten der syrischen Regierung ihr Beileid.
In einer Verlautbarung schrieb das syrische Außenministerium noch am selben Tag „von der US-Besatzung unterstützten Terrorgruppen“ die Verantwortung für den Angriff zu. Bisher bekannte sich hingegen noch keine Rebellengruppe öffentlich zu dem Angriff. Gegenüber der in London ansässigen Nachrichtenagentur Middle East Eye bestritt ein „hochrangiger Rebellenkommandant“ unter anderem die technischen Fähigkeiten der Rebellen zur Durchführung eines Drohnenangriffs mit einer Reichweite von über 40 Kilometern, während Homs knapp 100 Kilometer von der Frontlinie im Nordwesten Syriens entfernt liegt. Allerdings berichtete unter anderem Al-Mayadeen unter Berufung auf „verlässliche Quellen“, dass im Vorfeld des Angriffs der Start von Drohnen aus Rebellengebieten detektiert wurde, welche unter Kontrolle des syrischen Ablegers der Islamischen Turkestan-Partei (TIP) stehen. Tatsächlich hätte Frankreich die TIP und die Dschaisch al-Muhadschirin wal-Ansar etwa drei Monate vor dem Angriff mit „fortschrittlicher UAV-Ausrüstung“ beliefert. Damit hätten beide Gruppen die technischen Möglichkeiten für einen solchen Angriff besessen.
Als Reaktion beschossen die syrischen Streitkräfte am 5. Oktober das von Rebellen kontrollierte Gouvernement Idlib mit Raketen und Artillerie, wobei nebst Idlib selbst unter anderem auch al-Bara, Ariha, Sarmin und Dschisr asch-Schughur getroffen wurden. Am Morgen des 6. Oktober wurde der Beschuss fortgesetzt, darüber hinaus erfolgte laut SOHR auch eine Reihe russischer Luftschläge, etwa auf die Umgebung von Dschisr asch-Schughur. Die Weißhelme berichteten am selben Tag von 13 getöteten Zivilisten.
Die Rebellen beschossen ihrerseits den Nordwesten des Gouvernements Hama, später auch Stellungen der syrischen Armee im Gouvernement Idlib. An Folgetagen erfolgten ebenfalls Angriffe, etwa auf das Gouvernement Latakia sowie Aleppo, Nubl und az-Zahra’. Die syrische Luftabwehr schoss dabei Drohnen in den westlichen Außenbezirken von Homs und im Gouvernement Aleppo ab.
Der Generalsekretär der Vereinten Nationen Antonio Guterres zeigte sich am Tag des Angriffs laut seinem Sprecher Stéphane Dujarric „tief besorgt“ über die Entwicklungen in Syrien. Der UN-Sondergesandte für Syrien Geir Otto Pedersen rief die beteiligten Parteien am selben Tag zur „äußersten Zurückhaltung“ auf und betonte die Notwendigkeit einer sofortigen Deeskalation auf Basis der 2015 verabschiedeten Resolution 2254 des UN-Sicherheitsrates.